# دون جوستين
دون جوستين (بالإنجليزية: Don Heath)‏ (26 ديسمبر 1944 في المملكة المتحدة - ) هو لاعب كرة قدم بريطاني في مركز جناح. لعب مع أولدهام أثلتيك وسويندون تاون ونادي بيتربورو يونايتد ونادي ميدلزبره ونادي هارتلبول يونايتد ونورويتش سيتي ونادي غيتزهد وGateshead United F.C. ‏ وكروك تاون ‏ وSouth Bank F.C. ‏.

## وصلات خارجية
- دون جوستين على موقع قاعدة بيانات كرة القدم.إي يو (الإنجليزية)
- دون جوستين على موقع Soccerbase.com (لاعب) (الإنجليزية)